# Ekistyka
Ekistyka – nauka o osiedlach ludzkich, obejmująca planowanie na poziomie regionalnym, miejskim i gminnym, jak również projektowanie budowli mieszkalnych w taki sposób, aby osiągnąć harmonię pomiędzy mieszkańcami osiedla a ich środowiskiem fizycznym i społeczno-kulturowym.
Ekistyka jest nauką transdysyplinarną: obejmuje nie tylko planowanie architektoniczne i urbanistykę, ale także geografię człowieka oraz psychologię społeczną, m.in. badanie interakcji zachodzących w obrębie współzamieszkujących osiedle grup społecznych oraz interakcji między różnymi grupami, jak również wieloaspektowe badanie relacji pomiędzy osiedlem a jego otoczeniem, jak również wpływu formy osiedla na kształtowanie tych relacji.
Ekistyka stworzona została przez greckiego architekta i urbanistę Konstandinosa Doksiadisa.
„Ekistyka” (Ekistics) to także tytuł książki Doxiadisa, wydanej w 1968 r. oraz nazwa periodyku naukowego, wydawanego w Grecji.